# Szent Mihály és Gábriel arkangyalok fatemplom (Tuszatelke)
A tuszatelki Szent Mihály és Gábriel arkangyalok fatemplom műemlékké nyilvánított épület Romániában, Szilágy megyében. A romániai műemlékek jegyzékében az  SJ-II-m-A-05136 sorszámon szerepel.